# Масковый цветной трупиал
Масковый цветной трупиал (лат. Icterus cucullatus) — вид птиц семейства трупиаловых. Обитают в Северной Америке.
У взрослого самца голова оранжевая, с чёрным на лице и горле; спина, крылья и хвост чёрные, нижняя половина туловища — оранжевая. Взрослая самка имеет коричнево-зеленую верхнюю часть, желтоватую грудь и живот.
Среда обитания и размножения — открытые области с деревьями, часто пальмы, на юго-западе США и севере Мексики. Гнездо — сотканный мешочек, прикреплённый к нижней стороне ветви дерева или листа.
Эти птицы мигрируют в скоплениях на юг к юго-западному побережью Мексики; они — постоянные жители Южной Нижней Калифорнии, мексиканского восточного побережья, и Белиза. Некоторые зимуют рядом с кормушками.
Основной пищей являются насекомые, нектар и фрукты, также посещают кормушки. Поскольку они не проникают вглубь цветка, то не являются опылителями.